# لواء تحرير الفرات
لواء تحرير الفرات هو لواء عسكري معظم أفراده من العرب يعمل كجزء من مجلس منبج العسكري التابع لقوات سوريا الديمقراطية (MMC) في الحرب الأهلية السورية.

## تاريخ
تأسس لواء تحرير الفرات في منبج كجزء من المجلس العسكري الانتقالي في تشرين الأول/أكتوبر 2016. كان عدد أفرادة في الأصل 250 رجلاً، ثم توسعت قواته بمرور الوقت، وقامت في الغالب بتجنيد العرب من مدينة منبج وضواحيها. العديد من مقاتليها هم أعضاء سابقون في الجيش السوري الحر الذين تخلوا عن التمرد ضد بشار الأسد بسبب تزايد التطرف الإسلامي بين القوات المناهضة للحكومة. وبغض النظر عن ذلك، فقد اعتبر مركز بيغن-السادات أن الميليشيا لا تزال جزءًا من الجيش السوري الحر.
بعد فترة وجيزة من تشكيله، حارب لواء تحرير الفرات تنظيم الدولة الإسلامية غرب منبج خلال معركة الباب، والتي يُزعم أنها تعرضت للقصف من قبل القوات الجوية التركية في 20 نوفمبر. في أبريل 2017، كانت عناصر من لواء تحرير الفرات من بين فرقة مكونة من 200 مقاتل من المجلس العسكري الانتقالي الذين تم إرسالهم إلى الثورة لمساعدة قوات سوريا الديمقراطية في استعادة المدينة من داعش. تحت قيادة إبراهيم سمحو، شاركت القوات أيضًا في المعركة التالية لاستعادة الرقة عاصمة تنظيم داعش المعلنة ذاتيًا. وبقيت أجزاء أخرى من الوحدة في الخطوط الأمامية غرب منبج، حيث تم أسر واحد على الأقل من مقاتليها من قبل المتمردين المدعومين من تركيا في مايو/أيار 2017.

## الأيديولوجيا
تم إنشاء لواء تحرير الفرات منذ البداية باعتباره شمولياً عرقياً ومؤيداً للديمقراطية. وهدفها المعلن هو المساعدة في إنشاء سوريا اتحادية وديمقراطية. وتعارض الميليشيا أيضا الإسلام المتطرف.